# Пеньковский сельсовет (Маслянинский район)
Пеньковский сельсовет — сельское поселение в Маслянинском районе Новосибирской области Российской Федерации.
Административный центр — село Пеньково.

## История
Статус и границы сельского поселения установлены Законом Новосибирской области от 2 июня 2004 года № 200-ОЗ «О статусе и границах муниципальных образований Новосибирской области»

## Население
| 2002  | 2010  | 2012  | 2013  | 2014  | 2015  | 2016  |
| ----- | ----- | ----- | ----- | ----- | ----- | ----- |
| 1596  | ↘1348 | ↘1333 | ↗1339 | ↘1330 | ↘1317 | ↘1305 |
| 2017  | 2018  | 2019  | 2020  | 2021  |       |       |
| ↘1304 | ↘1294 | ↘1280 | ↗1286 | ↘1264 |       |       |

## Состав сельского поселения
| № | Населённый пункт | Тип населённого пункта       | Население |
| - | ---------------- | ---------------------------- | --------- |
| 1 | Пайвино          | село                         | ↘536      |
| 2 | Пеньково         | село, административный центр | ↘474      |
| 3 | Петропавловка    | деревня                      | ↘194      |
| 4 | Прямское         | деревня                      | ↘144      |